# Makkarariipi
Makkarariipi är en sjö i Övertorneå kommun i Norrbotten och ingår i Torneälvens huvudavrinningsområde. Makkarariipi ligger i Torne och Kalix älvsystem Natura 2000-område.